# Soratobu taiya
Pour plus de détails, voir Fiche technique et Distribution.
Soratobu taiya (空飛ぶタイヤ, litt. « Pneu volant ») est un film dramatique japonais réalisé par Katsuhide Motoki, sorti en 2018. Il s'agit de l'adaptation du roman homonyme de Jun Ikeido, publié en septembre 2006. Celui-ci avait déjà été adapté à la télévision dans un drama de 5 épisodes en 2009.

## Synopsis
Tokuro Akamatsu (Tomoya Nagase) dirige une entreprise de transport dont l'un des camions est un jour impliqué dans un accident. Un pneu s'en est détaché et a tué des passagers d'une autre voiture. Tokuro Akamatsu doute que la cause soit un mauvais entretien du camion et découvre bientôt un défaut de conception industrielle. Il demande un réexamen au constructeur automobile Hope qui fait traîner la procédure en longueur, ce qui l'amène à enquêter par lui-même sur la question qui se révèle plus importante qu'il n'y paraît.

## Fiche technique
- Titre original : Soratobu taiya (空飛ぶタイヤ?)
- Titre anglais : Recall[2]
- Réalisation : Katsuhide Motoki
- Scénario : Tamio Hayashi d'après le roman homonyme de Jun Ikeido[2]
- Photographie : Jun'ichi Fujisawa
- Montage : Isao Kawase
- Musique : Gorō Yasukawa
- Décors : Yukio Yuzawa
- Producteurs : Takashi Yajima et Satoko Ishida[2]
- Société de production : Shōchiku
- Pays d'origine :  Japon
- Format : couleurs - 2,35:1 - Format 35 mm
- Genre : drame
- Durée : 120 minutes
- Date de sortie :
  - Japon : 15 juin 2018[3]

## Distribution
- Tomoya Nagase : Tokuro Akamatsu
- Dean Fujioka : Yuta Sawada
- Issei Takahashi : Kazuaki Izaki
- Kyōko Fukada : Fumie Akamatsu
- Ittoku Kishibe : Takeshi Kano
- Takashi Sasano (en) : Naokichi Miyashiro
- Yasufumi Terawaki : Shinji Takahata
- Eiko Koike : Yuko Enomoto
- Aran Abe : Shun'ichi Kadota
- Tsuyoshi Muro (en) : Shigemichi Komaki
- Aoi Nakamura : Gen Sugimoto
- Akira Emoto : Seiji Nomura
- Kuranosuke Sasaki (en) : Hirohisa Aizawa

## Accueil
Il totalise plus de 13 millions $ au box-office japonais de 2018.